# In Bad
In Bad è un film del 1918 diretto da Edward Sloman. Prodotto dalla American Film Company, il film venne distribuito dalla Mutual Film, uscendo in sala il 21 gennaio 1918.
Tra gli attori, nel ruolo dell'allenatore, anche il noto wrestler Bull Montana che, passato al cinema, girò una novantina di pellicole.

## Trama
Visto che l'unico interesse di Monty Miles sembra essere per la lotta, sua zia Theodosia cerca di spingerlo a metter su famiglia offrendogli in cambio la bella cifra di cinquantamila dollari. Il giovanotto, però, rifiuta sdegnosamente, continuando imperterrito a seguire la propria passione. Un giorno, durante un allenamento con Lefty Ned, il suo allenatore, finisce fuori dal quadrato, atterrando ai piedi della bella Victoria Harrison che lo guarda letteralmente dall'alto in basso. Harrison, il padre della giovane, è un archeologo in procinto di partire per una spedizione alla volta dello Yucatan insieme a zia Theodosia. Monty, affascinato da Victoria, chiede di far parte anche lui della spedizione ma gli altri membri non lo accettano a causa dei suoi modi rozzi e molto poco eleganti. Testardo, Monty si mette a seguirli fino alle rovine di Uxmal dove scopre il progetto di un bandito, Slick Edwards, che, insieme alla sua banda, vuole imprigionare i membri della spedizione in una tomba per poter rubare indisturbato il tesoro che hanno trovato. Monty, dopo esser riuscito a trovare una porta segreta che porta al tesoro, affronta Slick Edwards battendolo in un feroce combattimento. Prima di liberare Victoria dalla tomba, le chiede di sposarlo e chiede, nello stesso tempo, alla zia di dargli il denaro promesso per il suo matrimonio.

## Produzione
Il film fu prodotto dall'American Film Company, una compagnia attiva dal 1913 al 1923 che produsse in dieci anni 160 film.

## Distribuzione
Distribuito dalla Mutual Film, uscì nelle sale cinematografiche USA il 21 gennaio 1918.